# Buczyna (Garb Tarnogórski)
Buczyna – wyraziste wzgórze o wysokości 377 m n.p.m., górujące nad Rogoźnikiem zwane niegdyś Dziadem. Od strony zachodniej porośnięta jest gęstym, unikalnym wielogatunkowym lasem oraz różnorodnymi roślinami w tym będącymi pod ochroną. Jest to jedno z wielu wzgórz Wyżyny Śląskiej, a w szczególności lokalnego Płaskowyżu Twardowickiego.

## Charakterystyka
Cecha charakterystyczna Buczyny jest obecność słabo już zaznaczających się wskutek przeobrażenia antropogenicznego terenu dużych kotłów krasowych zaznaczających się jako misowate zaklęśnięcia. Świadczy to o skali procesów krasowych które tu niegdyś zachodziły i zapewne wnętrze  Buczyny kryje rozległe choć dzisiaj niedostępne triasowe próżnie krasowe, czyli jaskinie.

## Budowa
Buczyna geologicznie zbudowana jest z wapieni muszlowych przykrytych cienką warstwa rędziny (skały odsłaniają się w nielicznych miejscach na zboczach i wierzchowinie utrudniając tu orkę).
Pierwotnie Buczyna było najprawdopodobniej porośnięte buczyną z czego zachowało się w części wierzchołkowej niewielkie zbiorowisko buków. Obecnie porastający je las to las wtórny o charakterze mieszanym – obok drzew iglastych takich jak głównie świerk, sosna i modrzew rosną tu liściaste jak buk, dąb, brzoza, klon i inne. Ich wiek z reguły nie przekracza 100 lat. Las pierwotny tzw. Puszczy Śląskiej został wycięty w wyniku osadnictwa i tworzenia pól uprawnych a później w wyniku działalności górniczej.

## Stan lasu
Las na Buczynie jest stosunkowo zaniedbany i trudno się po nim przemieszczać. Stanowi istotną ostoję dla zwierząt leśnych.
Las zajmuje głównie północną, północno-wschodnią i częściowo zachodnia (górną) część wzgórza, natomiast pozostałą część stanowią pola uprawne i nieużytki. Zboczem biegnie główna leśna droga używana m.in. przez leśników i drwali oraz myśliwych. Dochodzą do niej różne bardziej i mniej wyraźne ścieżki biegnące niekiedy przecinkami. Miejscami (zwłaszcza w ostatnich latach) prowadzony jest wyrąb oraz prace pielęgnacyjne i powstają polany leśne z młodnikiem. W lesie występuje wiele gatunków flory i fauny – część z nich chroniona.
Las na Buczynie staje w obliczu różnych zagrożeń – są to np. zanieczyszczenia przemysłowe – głównie atmosferyczne, nie zawsze właściwa gospodarka leśna i prace polne, kłusownictwo.